# Schauspiel Köln
Schauspiel Köln is een schouwburg in de Duitse stad Keulen en tevens de naam van een theatergezelschap, dat aan dit gebouw verbonden is. Het theater, ook Schauspielhaus Köln genoemd, ligt aan de Offenbachplatz in de Keulse Altstadt. Het gebouw van architect Wilhelm Riphahn in wederopbouwstijl vormt een complex met het naastgelegen operagebouw, Oper Köln. Schauspiel Köln is organisatorisch onderdeel van Bühnen der Stadt Köln. Vanwege omvangrijke bouwwerkzaamheden is het theater vanaf september 2013 gesloten en wordt een leegstaand fabrieksgebouw in Keulen-Mülheim als alternatieve speellocatie benut.

## Geschiedenis

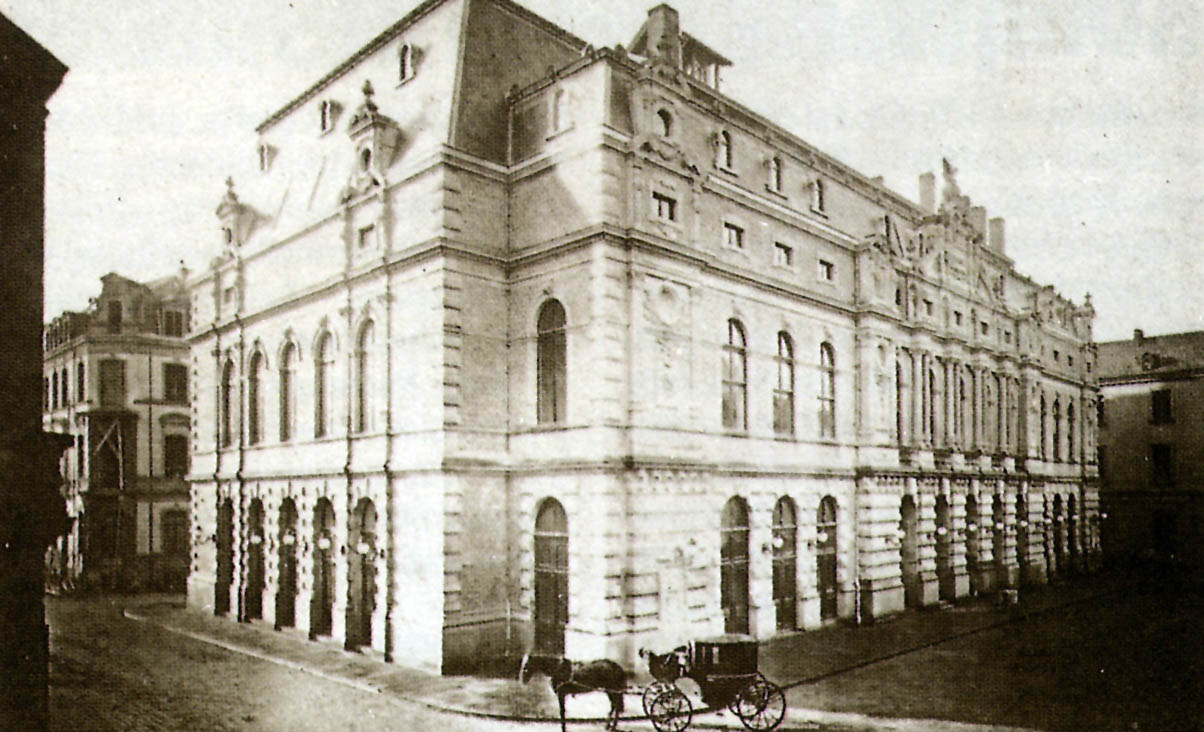
Theater an der Glockengasse in 1872

### Voorgeschiedenis
De eerste schouwburg van Keulen opende in 1782 in de Schmierstraße, die daarna de naam Komödienstraße kreeg. In 1829 werd dit gebouw vervangen door nieuwbouw, maar deze ging bij een brand in 1869 verloren. In 1872 verrees aan de Glockengasse een nieuw theater, ontworpen door Julius Raschdorff in de stijl van de neorenaissance. In al deze theaters werden alle vormen van theater gepresenteerd: tragedies, komedies, kleinkunst, opera, operette en ballet.
In 1902 werd een nieuw theater aan de Habsburgerring in gebruik genomen, een groot, neobarok gebouw met een inpandig restaurant en een tuinterras. Het door Carl Moritz ontworpen theater, dat 3,9 miljoen mark gekost had, beschikte over een zaal met 1800 stoelen. Hier vonden weldra de meeste opera- en balletopvoeringen plaats; het oude theater aan de Glockengasse bleef het voornaamste toneelpodium en presenteerde daarnaast ook andere vormen van theater. Pas vanaf 1906 werden deze functies gescheiden en sprak men van Opernhaus en Schauspielhaus. Directeur van beide instellingen werd Julius Hofmann.

### Vooroorlogse ontwikkeling
In de jaren '20 was Gustav Hartung intendant (artistiek directeur). Hij wist bekende toneelspelers uit de theatermetropool Berlijn naar Keulen te halen, waardoor het Schauspielhaus een bovenregionale uitstraling kreeg. De opvoering van Bertolt Brechts Dreigroschenoper in 1929 riep zoveel weerstand op in conservatieve kring, dat de Keulse burgemeester Konrad Adenauer moest besluiten het stuk te censureren, waarna het vertoond kon worden in het Schauspielhaus.
In de tijd van het nationaalsocialisme werd de NSDAPer Alexander Spring intendant. Tijdens de Tweede Wereldoorlog werden beide theaters verwoest.

### Naoorlogse ontwikkeling

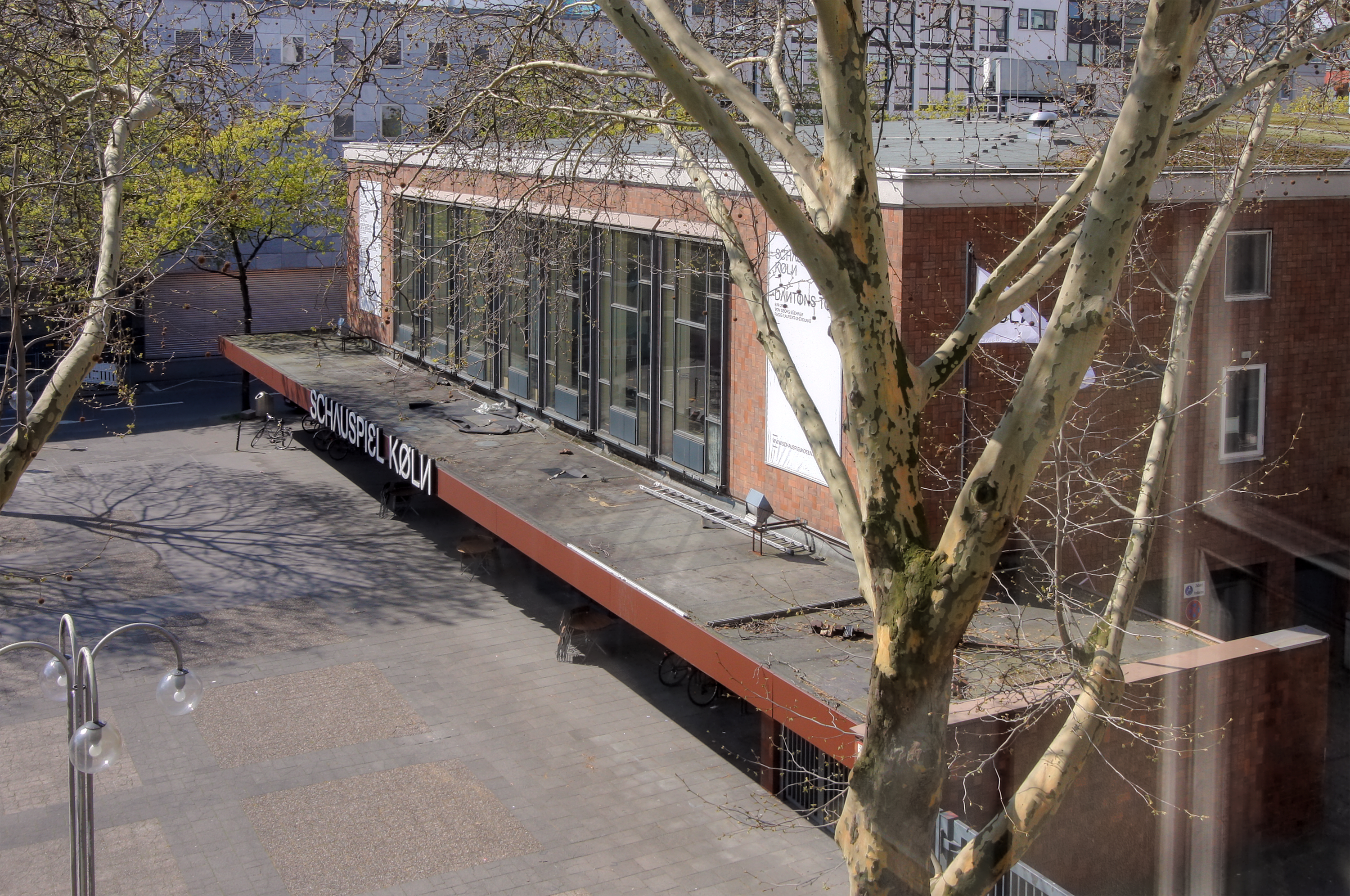
Overzicht van de nieuwbouw

Al in augustus 1945 kon het theater zijn activiteiten hervatten op tijdelijke locaties, zoals de aula van de universiteit van Keulen. Een zaal in het Rautenstrauch-Joest-Museum aan de Ubierring werd ingericht als Kammerspiele (tot 1994).
In 1957 kon het nieuwe operagebouw aan de Offenbachplatz van architect Wilhelm Riphahn worden betrokken, waar de eerste jaren alle vormen van theater werden gepresenteerd. In 1962 kwam het schouwburggedeelte gereed, waarna de opening plaatsvond met Schillers Die Räuber. In 1968 werd Hansgünther Heyme intendant van het Schauspielhaus. Zijn onconventionele interpretaties leidden meer dan eens tot controverses. Heyme werd in 1979 opgevolg door Jürgen Flimm, die in 1985 naar het Thalia Theater in Hamburg vertrok. Hij werd opgevolgd door Klaus Pierwoß, die in 1989 de inmiddels gevierde Oost-Duitse regisseur Frank Castdorf naar Keulen haalde. Pierwoß werd opgevolgd door Torsten Fischer, Günter Krämer, Marc Günther en Karin Beier.

## Het huidige gezelschap
Vanaf 2007 maakte de in Keulen geboren artistiek leider Karin Beier een aantal veelgeprezen voorstellingen met Schauspiel Köln. Zo werden in 2010 drie door haar geregisseerde voorstellingen geselecteerd voor het prestigieuze Berliner Theatertreffen. Ook nodigde ze gastregisseurs uit, zoals de Britse Katie Mitchell, die in Keulen een drietal voorstellingen maakte. In 2013 werd Beier benoemd tot artistiek leider van het Deutsches Schauspielhaus in Hamburg en werd in Keulen de Zwitser Stefan Bachmann benoemd. Het aan Schauspiel Köln verbonden vaste ensemble behoort thans tot de meest gewaardeerde toneelgezelschappen van Duitsland. In 2010 en 2011 werd het theater door enkele tientallen door het blad Theater heute gevraagde theatercritici gekozen tot 'Theater des Jahres'.

## Beschrijving gebouw en tijdelijke huisvesting

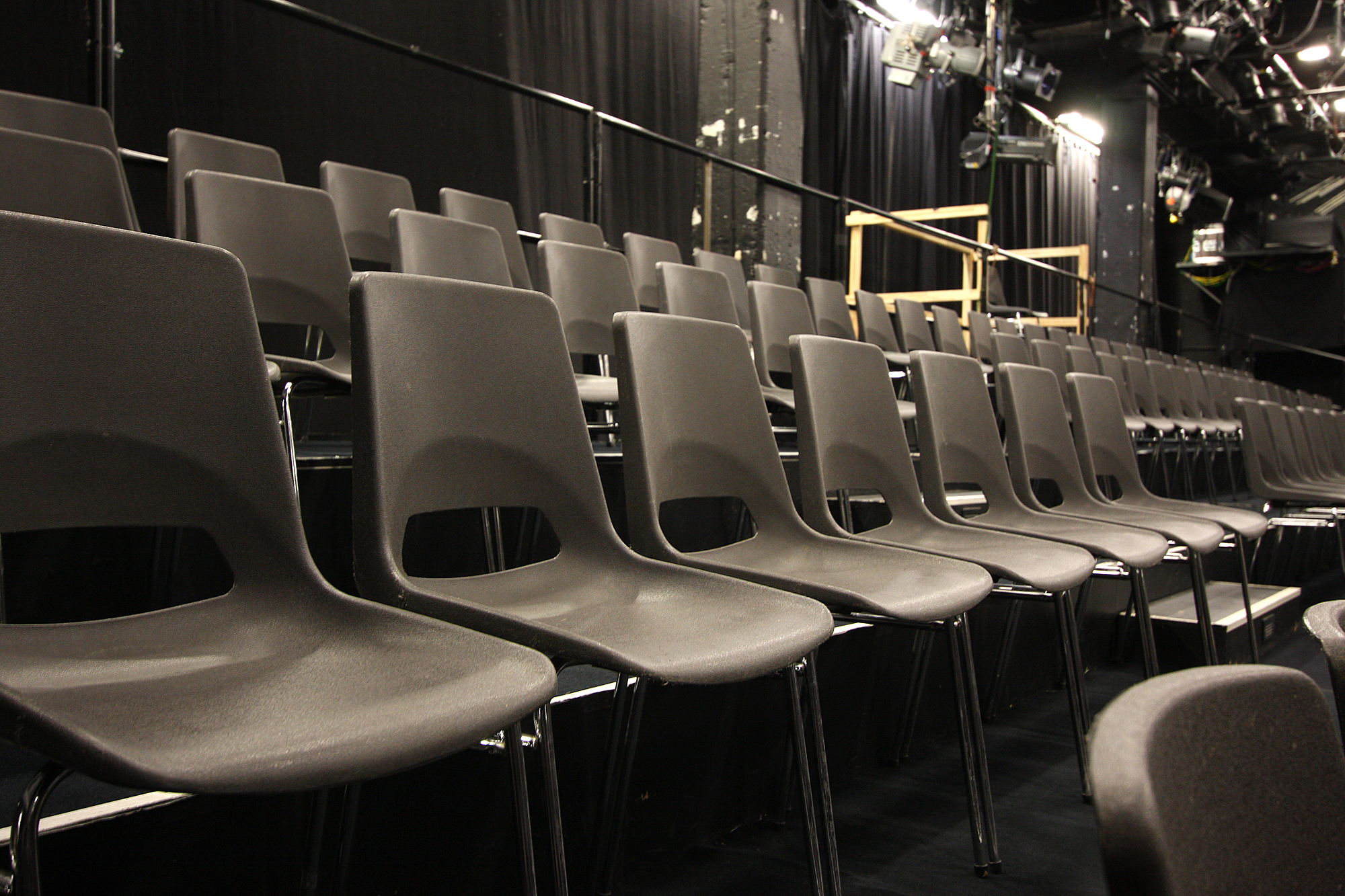
Tijdelijke zaal Carlswerk, 2014

In 1953 won de Keulse architect Wilhelm Riphahn een prijsvraag voor het ontwerp van het nieuwe opera-schouwburgcomplex. Op verzoek van betrokkenen corrigeerde Riphahn het oorspronkelijke ontwerp van de twee 35 m hoge toneeltorens, waardoor deze thans hun kenmerkende schuin aflopende vorm hebben en voor meer lichttoetreding zorgen. De betonnen toneeltorens met aan de buitenkant terrasgewijs oplopende vensters omsluiten de kubusvorm van het hoofdpodium van de opera. Het geheel is gepositioneerd op een drie verdiepingen hoge onderbouw. Het iets later gebouwde Schauspielhaus sluit als een rechthoekig volume op deze onderbouw aan. Het gebouw is bekleed met rode klinkers en heeft over de gehele lengte van de voorgevel een brede luifel, waarboven zich grote stalen ramen bevinden.
Begin 21e eeuw waren er plannen om het Schauspielhaus en Oper Köln te slopen en te vervangen door nieuwbouw. Vanwege de kosten werd hier in 2010 definitief van afgezien, ook omdat het gebouw inmiddels de monumentenstatus had gekregen. Besloten werd beide gebouwen te renoveren. De belangrijkste wijziging aan het Schauspielhaus zal, afgezien van de vernieuwing van alle technische installaties,  de verbouwing van de grote zaal zijn, zodat deze met behulp van een uitschuifbaar podium een variabele grootte zal hebben. Tijdens het seizoen 2012-'13 speelde Schauspiel Köln in een zaal van Expo XXI aan de Gladbacher Wall. In september 2013 verhuisde het gezelschap naar een tijdelijke locatie in het zogenaamde Carlswerk, een leegstaand fabrieksgebouw in de wijk Mülheim, waar het twee zalen van ca. 600 en 250 plaatsen ter beschikking heeft. Bij het bouwterrein in het centrum verscheen een infobox, waar de voortgang van het bouwproject gevolgd kan worden. Het nieuwe theater had volgens de aanvankelijke planning in 2015 moeten worden opgeleverd, maar is inmiddels voor 2023 voorzien.

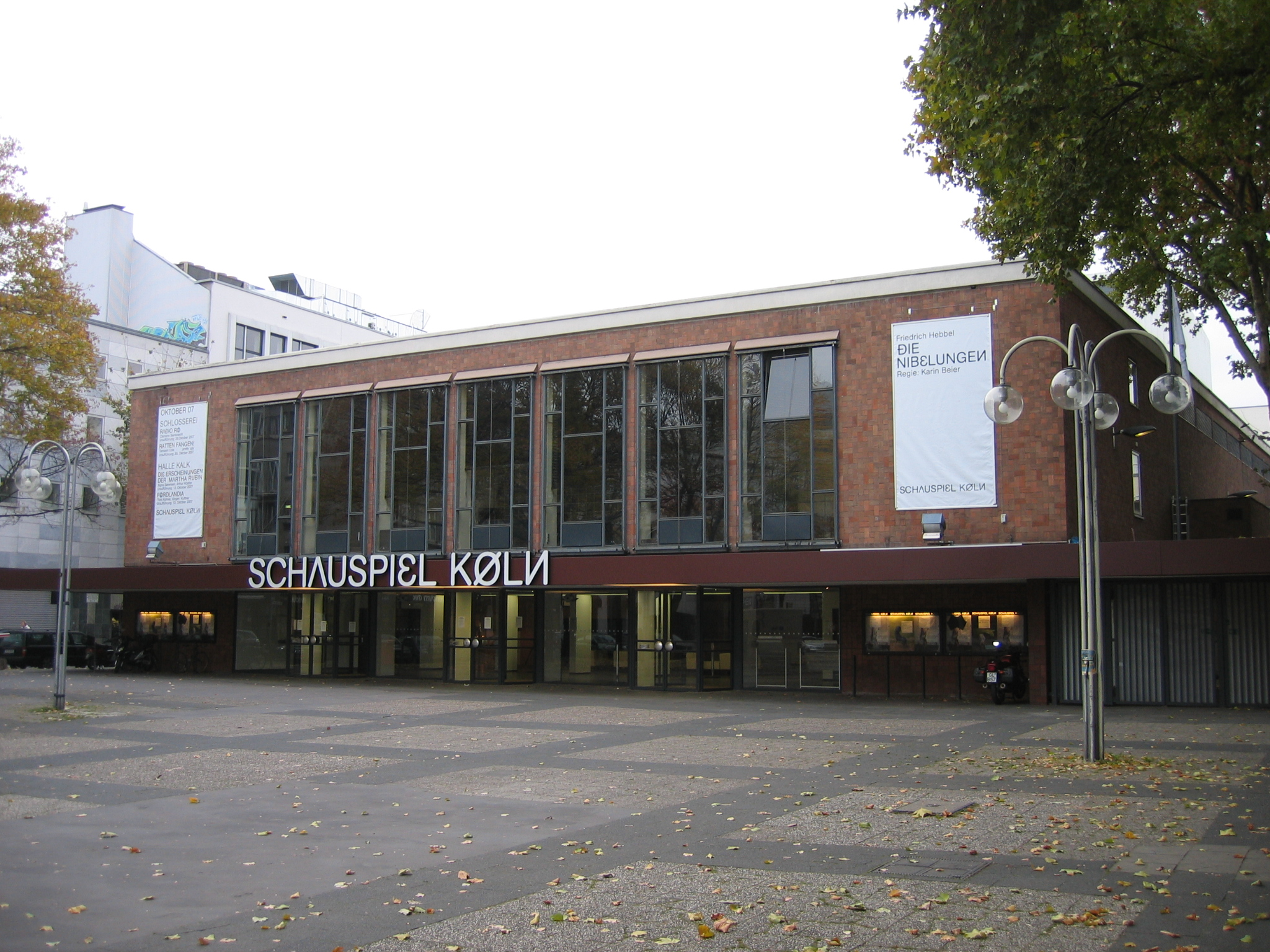
Voorgevel
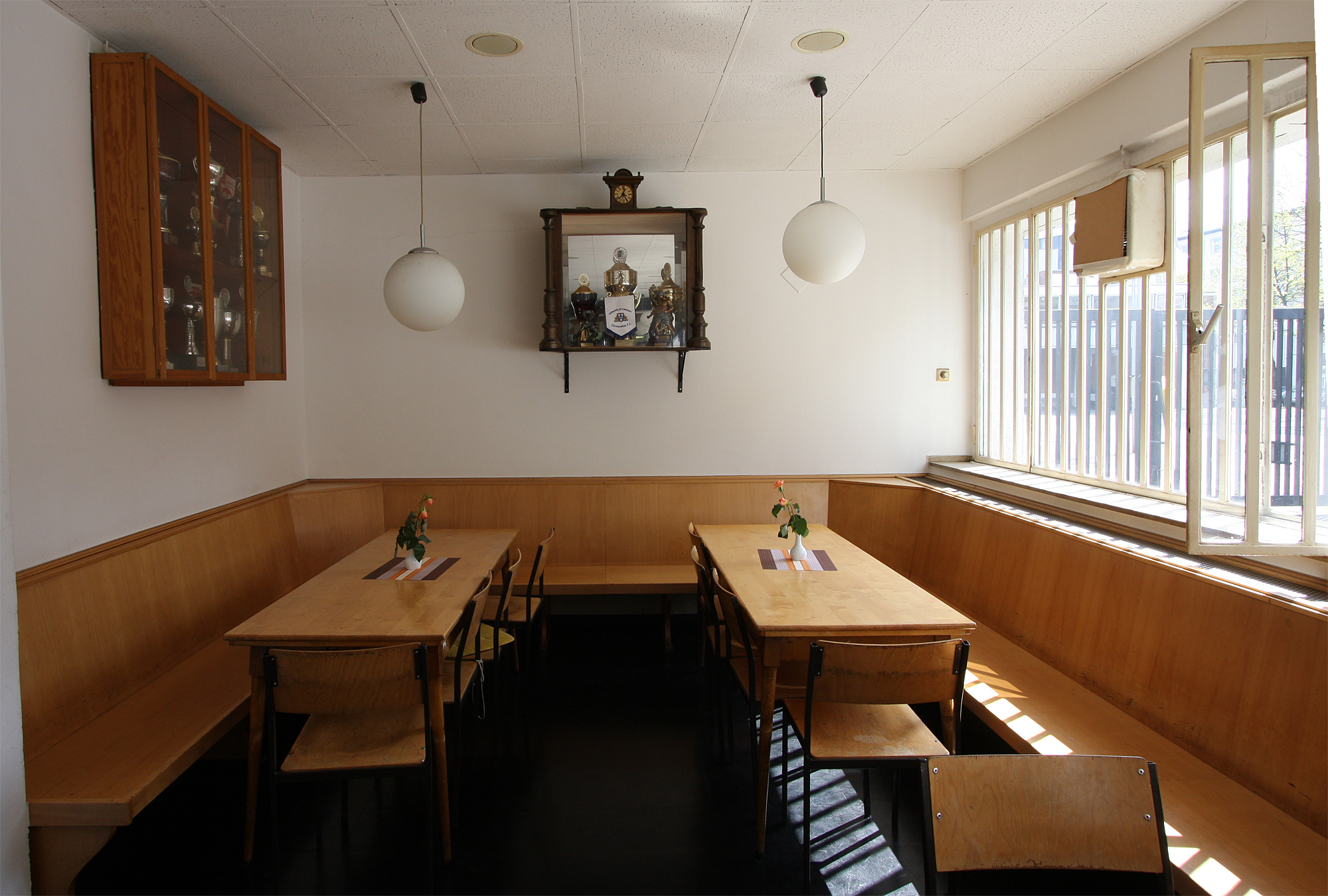
Personeelsrestaurant
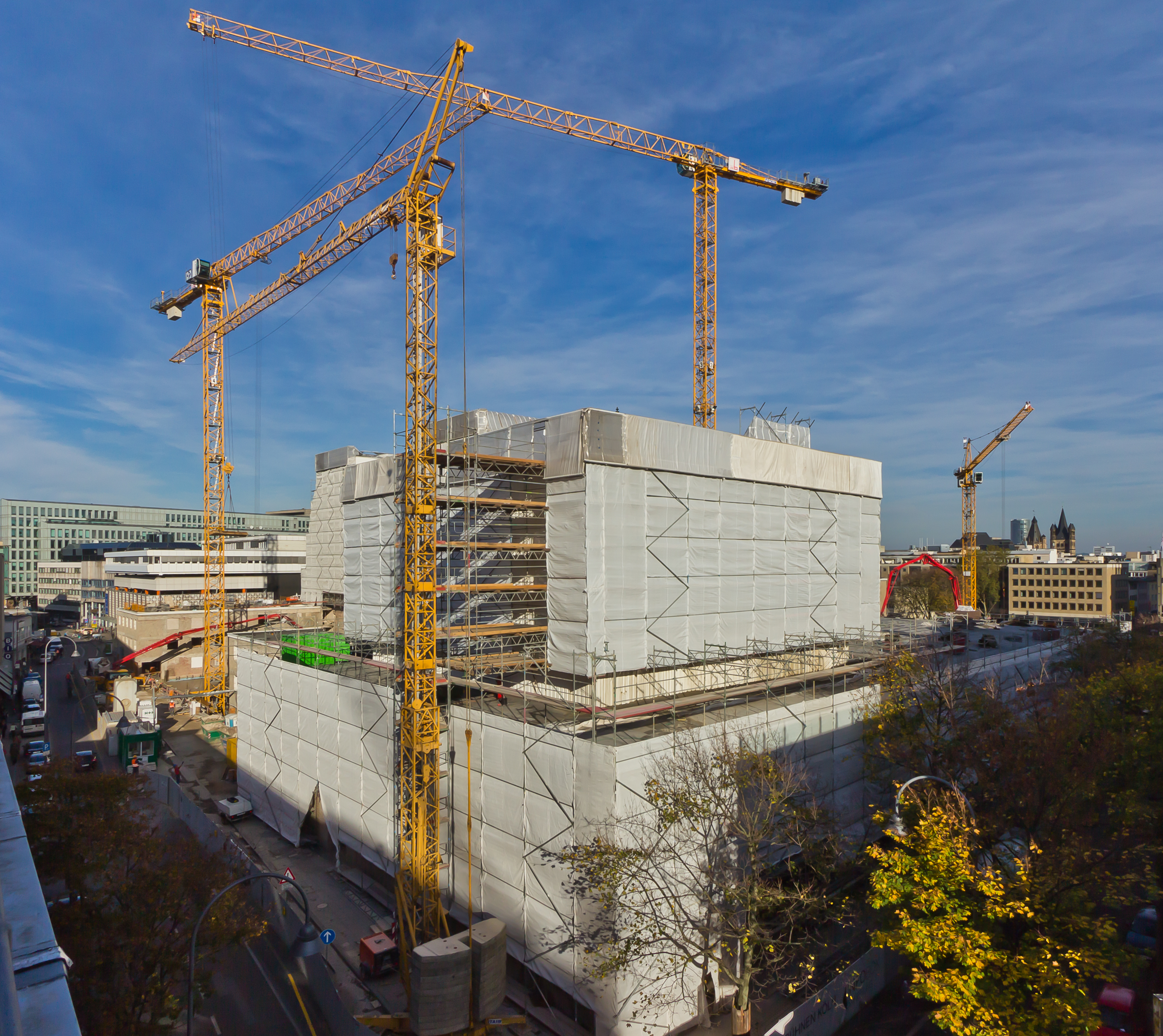
Bouwwerkzaamheden, 2013
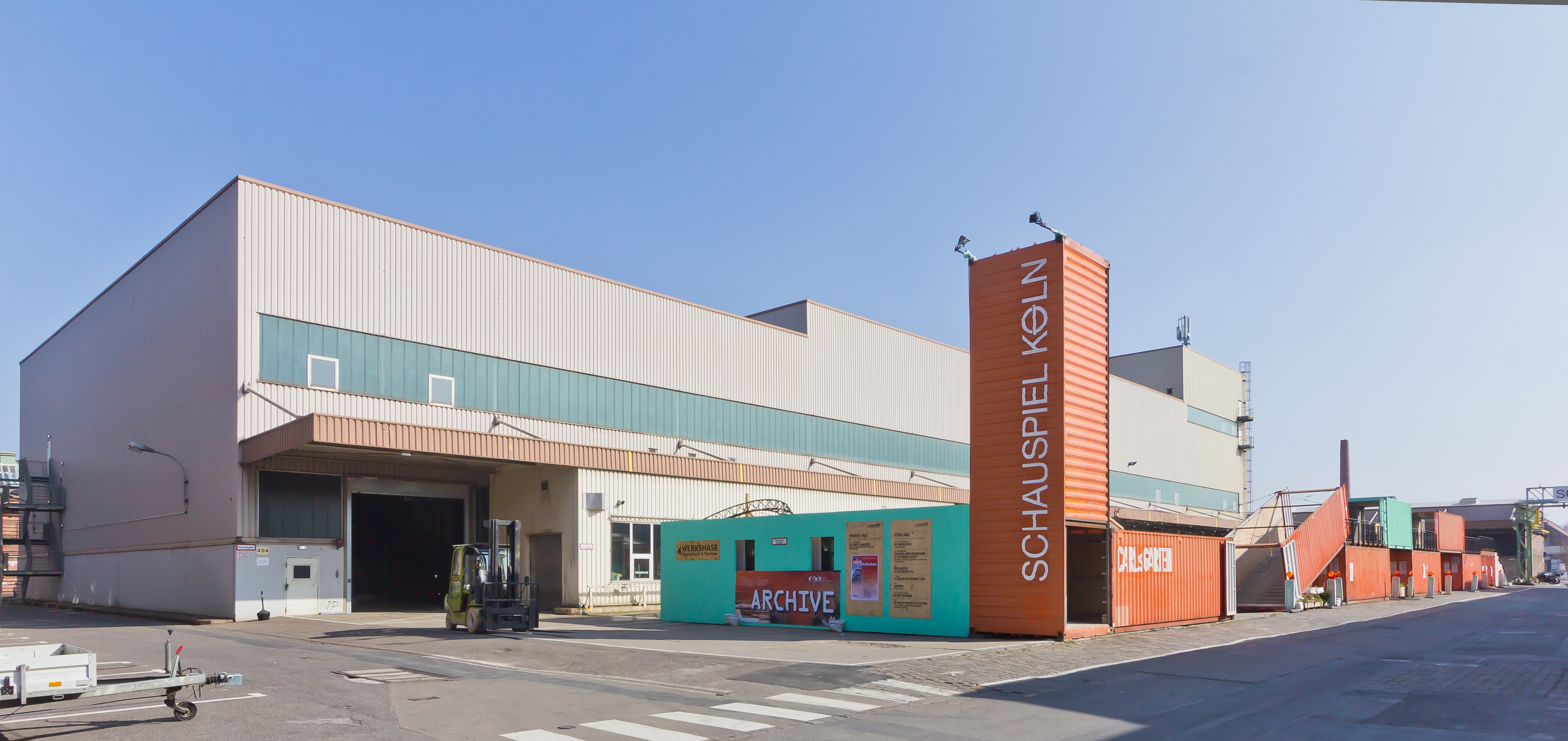
Tijdelijke locatie Carlswerk